# Mieczysław Pręczkowski
Mieczysław Pręczkowski (ur. 27 sierpnia 1908 w Płocku, zm. 5 sierpnia 1944 w Warszawie) – polski inżynier architekt i urbanista.

## Życiorys
Jego rodzicami byli Stanisław – inżynier, budowniczy cementowni m.in. w Wejherowie, i Eleonora z Łuczyckich – absolwentka Konserwatorium Muzycznego w Warszawie. Oboje zginęli 5 sierpnia 1944 w rzezi Woli, rozstrzelani i następnie spaleni przez Niemców. Miał starszego brata, Kazimierza – scenografa i nauczyciela.
Wczesną młodość spędził na Pomorzu i tam odebrał wykształcenie podstawowe. Wyższe – zdobył na studiach na Wydziale Architektury Politechniki Warszawskiej. W 1939 uzyskał dyplom inżyniera architekta. Wkrótce potem objął posadę projektanta w pracowni architektonicznej Litewskiego Czerwonego Krzyża w Kownie. Następnie do 1941 pracował w kowieńskim biurze projektów przemysłowych „Pramprojektas” na podobnym stanowisku. Później przyjechał do Warszawy, gdzie przebywali już jego rodzice i brat.
Kilka dni po wybuchu powstania warszawskiego – 5 sierpnia 1944 został rozstrzelany i spalony przez Niemców w masakrze na Woli. W tej samej egzekucji zginęli również jego rodzice.

## Dokonania
- Projekt stałego obozu harcerskiego nad Niemenem w Grandziczach k. Grodna (1939)
- Projekt obozu Przysposobienia Wojskowego nad Horyniem (1939) – współautor: Kazimierz Wejchert
- Plan urbanistyczny i projekt architektoniczny uzdrowiska w Birsztanach

### Konkursy
- Projekt stałego obozu żeglarskiego Ligi Morskiej i Kolonialnej nad jeziorem Narocz (1938) – współautor: Kazimierz Wejchert (I nagroda)
- Plan regulacyjny Birsztan (ok. 1941) (IV nagroda)